# Puppet on a String
Puppet on a String ("Marionetta") è stata la canzone vincitrice dell'Eurovision Song Contest 1967, scritta da Bill Martin e Phil Coulter, e cantata, in inglese, da Sandie Shaw, in rappresentanza del Regno Unito.
È una canzone allegra e veloce per quanto riguarda il ritmo; la cantante si chiede se, un giorno, il suo amato le dirà che l'ama follemente; quando quel giorno arriverà lei sarà lì  ad attenderlo "come una marionetta" (il titolo).
Il brano è stato eseguito per undicesimo nella serata, dopo il Belgio (con Louis Neefs) e seguito dalla Spagna (rappresentata da Raphael); alla fine delle votazioni ricevette 47 punti, un punteggio molto alto rispetto a quello degli altri sedici partecipanti.
La canzone, è ancora oggi, ricordata come una delle più famose, ma non solo grazie all'Eurovision. Dal 27 aprile 1967, rimase in prima posizione per i singoli del Regno Unito per circa tre settimane consecutive.

## Successo mondiale e altre versioni
La cantante, per rappresentare il proprio paese alla manifestazione, poteva scegliere tra cinque canzoni, e Puppet on a String era l'ultima da considerare, non essendo la sua preferita; anzi, come infatti confessò poi: «L'ho odiata sin dal primo rimbombo nella grancassa. Ero schifata da questo motivetto alla "orologio a cucù».
Era delusa quando, proprio questo "motivetto" fu scelto come la canzone che avrebbe usato per rappresentare il paese, ma incredibilmente vinse il concorso.
Shaw registrò Puppet on a String, diventato il suo terzo hit numero uno nel Regno Unito, anche in francese (Un tout petit pantin), italiano (La danza delle note, con testo non correlato), spagnolo (Marionetas en la cuerda), e in tedesco (Wiedehopf im Mai).
Il brano, è stato poi imitato in altre 30 lingue, raggiungendo fama mondiale.
Nel 2007, Sandie Shaw ne ha cantato una nuova versione, in occasione del suo sessantesimo compleanno.